# 豊島区立南池袋小学校
豊島区立南池袋小学校（としまくりつ みなみいけぶくろしょうがっこう）は、東京都豊島区南池袋3丁目にある公立小学校。

## 概要
- 本校は、高田・雑司谷・日出の3小学校を統合し、設立された学校である。

## 沿革
- 2001年（平成13年）
  - 4月1日 - 高田・雑司谷・日出の3小学校が統合し、豊島区立南池袋小学校開校。ただし、開校時点では、旧高田小学校校舎を暫定使用。
  - 4月6日 - 開校式挙行。同日、校旗と校章を制定。
- 2002年（平成14年）
  - 2月12日 - 校歌（明日へ）制定。
  - 9月2日 - 旧千登世橋中学校跡地に新校舎工事着工。
- 2003年（平成15年）4月1日 - 特別支援学級（くわのみ学級）併設。
- 2004年（平成16年）
  - 3月25日 - 新校舎竣工。
  - 4月4日 - 落成式挙行。
- 2006年（平成18年）6月24日 - 創立5周年記念式典挙行。
- 2010年（平成22年）8月27日 - 校庭全面天然芝生化工事完了。
- 2011年（平成23年）12月3日 - 創立10周年記念式典挙行。
- 2015年（平成27年）6月27日 - 創立15周年記念式典挙行。
- 2017年（平成29年）4月1日 - けやき学級開級。同日、「オリンピック・パラリンピックアワード」指定校になる。
- 2019年（令和元年）10月31日 - 体育館にエアコン設置。2階多目的室普通教室化工事とトイレ洋式化工事が完了。
- 2020年（令和2年）11月30日 -　3階パソコン室の図書室化と3階図書室の普通教室2室化及び4階和室の普通教室化の各工事が完了。
- 2021年（令和3年）11月22日 - 校庭アーバン化工事完了。
- 2022年（令和4年）1月21日 - 創立20周年記念式典挙行。

## 教育目標
- 「共に生き 共に輝こう」～豊かな学びとやさしい心、元気いっぱい夢にチャレンジ～

## 通学区域と進学先中学校
出典

### 通学区域
- 南池袋1丁目（全域）
- 南池袋2丁目（全域）
- 南池袋3丁目（全域）
- 南池袋4丁目（全域）
- 東池袋1丁目（24番～27番）
- 東池袋4丁目（1番～8番・21番～27番）
- 東池袋5丁目（1番～10番・13番～17番）
- 雑司が谷1丁目（全域）
- 雑司が谷2丁目（全域）
- 雑司が谷3丁目（全域）

### 進学先中学校
公立中学校に進学する場合
- 豊島区立千登世橋中学校

## 学校周辺
- 豊島みみずく資料館 - 同一建物内
- 東京音楽大学
  - 付属幼稚園 - 敷地が隣接
  - 付属図書館 - 付属幼稚園と建物が同居
  - B館 - 付属幼稚園と建物が同居
  - 池袋キャンパス - 豊島区道をはさんで敷地が隣接
- 妙法寺 - 敷地が隣接
- 威光稲荷尊天 - 敷地が隣接
- 真乗院 - 敷地が隣接
- 安国堂
- 子どもスキップ南池袋 - 豊島区道をはさんで敷地が隣接
- あすま通りクリニック
- 佐々木学園東京総合美容専門学校
- 豊島区役所
- このほか、池袋パークタワーなどのマンション・アパートや、上述以外の神社仏閣や教育施設及び医療機関なども点在する。

## アクセス
- IKEBUS（豊島区コミュニティバス）
  - Bルートで、「東通り」バス停下車後、すぐ近く。
  - Aルートで、「豊島区役所」バス停下車後、徒歩約225m・約4分。
    - なお、「IKEBUS」は、通学時間帯の運行は無い。
    - また、「IKEBUS」は、低速運行でかつ、片方向運行あることと、周辺エリアを迂回するルートを採る[3]ため、池袋駅からは徒歩移動の方が早い。
- 都電荒川線雑司ヶ谷停留場から、徒歩約290m・約5分。
- 都営バス「池65」・「池86」、西武バス「宿20」・「宿20-1」の各系統で、「南池袋3丁目」バス停下車後、
  - 池袋駅東口（西武百貨店前）行バス停から、約460m・約7分。
  - 池袋駅東口（西武百貨店前）発バス停から、約440m・約7分。
- 西武鉄道池袋線池袋駅（西武出口）から、徒歩約495m・約7分。
- JR東日本各線・東京メトロ各線の池袋駅（東口）から、約830m・約13分（地下鉄に関しては出口によって距離・所要時間が異なる）。